# Sinfonia erotica
Sinfonia erotica (Sinfonía erótica) è un film del 1979 diretto da Jess Franco.

## Trama
Francia, inizio XX secolo.
Accompagnata dal suo psicanalista, il dottor Louys, la Marchesa Martine de Bressac fa ritorno nella villa di famiglia, dopo un lungo ricovero. Nell'accomiatarsi, il medico le raccomanda di fare ogni sforzo per attenersi alle sue prescrizioni, "affinché tutto vada come lei ed io desideriamo".
Non appena rientrata alla villa, Martine precipita in una voragine di ricordi. Già da tempo il marito Armand l'aveva allontanata da sé ed ora Wanda, la dama di compagnia, le confida che durante la sua assenza egli ha ospitato in casa un giovane effeminato di nome Flor.
Pur consapevole del tradimento di Armand, pur avendone scoperto l'omosessualità e pur ricevendo da lui continue umiliazioni, Martine non riesce a soffocare un sentimento e un desiderio viscerali. La vera guarigione è ancora lontana. La giovane marchesa soffre in realtà di un disturbo psichico ereditato dal ramo femminile della sua famiglia. Il suo stato di salute psicofisica è così delicato che un'emozione troppo forte potrebbe esserle fatale.
Nel frattempo Armand e Flor, giocando nel parco, si imbattono in una giovane suora svenuta e insanguinata, di nome Norma, fuggita dal convento per motivi sconosciuti. Trovandola assai graziosa, decidono di ospitarla nella villa e di forzarla a diventare loro complice. Divenuta la cameriera personale della marchesa, ogni mattina Norma le verserà del veleno nel latte della colazione. Una volta ridotte al minimo le sue forze, toccherà al marito darle il colpo di grazia, accogliendola finalmente nel suo letto in modo da procurarle un infarto.
L'unico intralcio è costituito da Wanda, che scopre il piano e lo comunica al dr. Louys, il quale stranamente non le dà retta. Tornata alla villa, la testimone viene strangolata la notte da Armand. Tutto sembra andare secondo i piani: quella stessa notte Armand si reca nella camera di Martine la quale, come previsto, ha un collasso durante il rapporto sessuale.
Finalmente libero dall'ingombro della moglie, Armand scopre che tra Flor e Norma è frattanto iniziata una tenera storia d'amore. Non gli resta che uccidere anche loro, infilzandoli con la spada mentre stanno facendo l'amore.
Solo, nell'enorme villa, angosciato e sfinito, Armand ode avvicinarsi dei passi. È Martine, viva, che aveva in realtà simulato il collasso e ora sta tornando dal marito per vendicarsi. La marchesa afferra la spada con cui Armand ha appena ucciso la giovane coppia di amanti e, senza incontrare alcuna resistenza, gli trapassa la gola. Quindi corre verso il corridoio dove l'attende il dr. Louys, che solo a questo punto si rivela non solo suo complice, ma anche suo amante. È tempo che Martine abbandoni per sempre quella villa per iniziare una nuova vita.

## Produzione
Il soggetto è liberamente tratto da uno degli episodi di Justine del Marchese de Sade, in cui la protagonista si trova a servire presso il palazzo dei Marchesi de Bressac.
In origine il titolo doveva essere Cuerpos y almas.
Il film è stato girato a Sintra, in Portogallo. In molte scene sono riconoscibili il Palazzo Seteais e i giardini circostanti.
Pur trattandosi ufficialmente di una coproduzione ispano-portoghese, il film non risulta distribuito in Portogallo, ma occorre considerare che la Estudio 8 di Lisbona altro non era che una succursale della Manacoa Films, la casa di produzione dello stesso Franco.

## Distribuzione
La versione originale spagnola è stata pubblicata in DVD nel 2006 dalla Manga Films, in Spagna.
Il film è noto anche in Italia in quanto è stato distribuito su VHS dalla Video Kineo. La versione italiana presenta un doppiaggio di bassa qualità e modifiche talvolta rilevanti ai dialoghi; manca inoltre della sequenza iniziale durante i titoli di testa.